# Tullindrivare
Tullindrivare kallades förr de som drev in tullavgifter vid stadstullar.
I Bibelns evangelier nämns tullindrivare ofta. Befolkningen föraktade tullindrivarna för att de skodde sig på andra, men Jesus förordade försoning människor emellan. Han erbjöd sig att äta middag hemma hos tullindrivaren Sackaios, vilket upprörde många i hans omgivning.